# Zach Werenski
Zachary „Zach“ Werenski (* 19. Juli 1997 in Grosse Pointe, Michigan) ist ein US-amerikanischer Eishockeyspieler. Der Verteidiger steht seit März 2016 bei den Columbus Blue Jackets in der National Hockey League unter Vertrag, die ihn im NHL Entry Draft 2015 an achter Position ausgewählt hatten. Bei der Weltmeisterschaft 2025 gewann Werenski mit der Nationalmannschaft der Vereinigten Staaten die Goldmedaille.

## Karriere

### Jugend

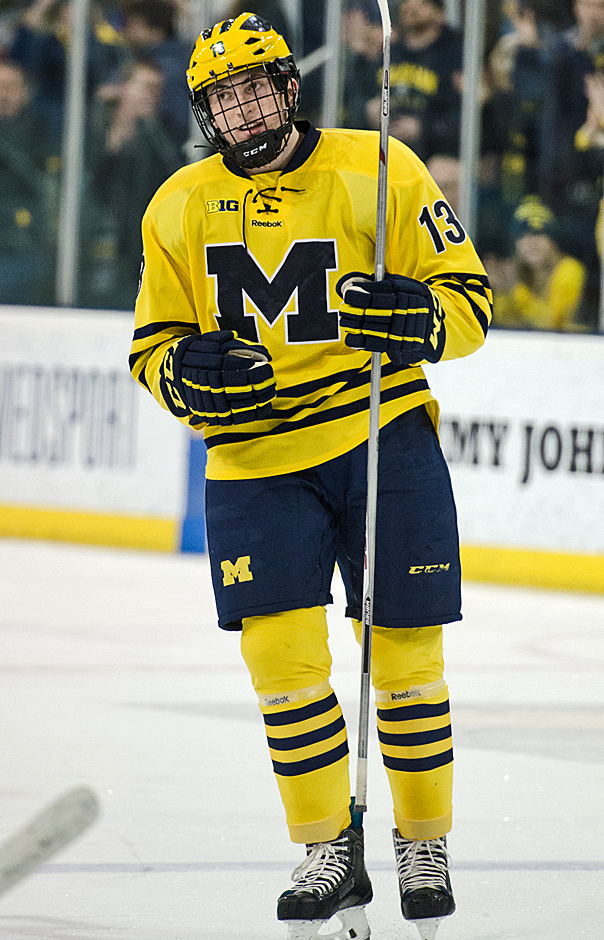
Werenski im Trikot der Michigan Wolverines (2015)

Zach Werenski wurde in Grosse Pointe geboren und begann ebenso wie sein zwei Jahre älterer Bruder mit dem Eishockeyspielen. In seiner Jugend spielte er im Belle-Tire-Nachwuchsprogramm sowie für die Little Caesars, ehe er mit Beginn der Saison 2013/14 ins USA Hockey National Team Development Program (NTDP) wechselte, die zentrale Talenteschmiede des US-amerikanischen Eishockeyverbands. Mit dem NTDP nahm der Verteidiger am Spielbetrieb der United States Hockey League (USHL) teil und fungierte zugleich als Assistenzkapitän der U17-Auswahl, mit der er bei der World U-17 Hockey Challenge 2014 die Goldmedaille gewann.
Zum Herbst 2014 schrieb sich Werenski an der University of Michigan ein und spielte fortan für deren Eishockey-Team, die Wolverines, in der Big Ten Conference im Spielbetrieb der National Collegiate Athletic Association (NCAA). Seine Freshman-Saison bestritt er als jüngster Spieler der gesamten NCAA und erzielte dennoch 25 Scorerpunkte in 35 Spielen, sodass er am Ende der Spielzeit ins First All-Star Team der Big Ten Conference berufen wurde. Ferner vertrat er die U20-Nationalmannschaft der USA bei der U20-Weltmeisterschaft 2015 und belegte mit dem Team dabei den fünften Platz. Im anstehenden NHL Entry Draft 2015 galt Werenski nach dieser Spielzeit als vielversprechendes Talent, sodass er dann an 8. Position von den Columbus Blue Jackets ausgewählt wurde. Vorerst verbrachte er jedoch eine weitere Saison bei den Wolverines, mit denen er 2016 die Meisterschaft der Big Ten Conference gewann, erneut ins First All-Star Team berufen und als Defensivspieler des Jahres ausgezeichnet wurde. Über den Jahreswechsel gewann er mit der U20 bei der U20-Weltmeisterschaft 2016 die Bronzemedaille und wurde ebenfalls ins All-Star Team berufen sowie als bester Verteidiger des Turniers ausgezeichnet.

### NHL
Nach der Collegesaison statteten ihn die Columbus Blue Jackets mit einem Einstiegsvertrag aus und schickten den Verteidiger zu ihrem Farmteam, den Lake Erie Monsters, in die American Hockey League (AHL). Dort gab Werenski zum Ende der regulären Saison sein Profi-Debüt und war in den anschließenden Playoffs mit fünf Toren und neun Vorlagen maßgeblich am Calder-Cup-Gewinn der Monsters beteiligt. Im Rahmen der Vorbereitung auf die folgende Saison 2016/17 erspielte sich der Verteidiger einen Platz im NHL-Aufgebot und debütierte in der Folge im Oktober 2016 in der National Hockey League. Nachdem er in 21 Spielen auf 16 Scorerpunkte gekommen war, kürte man den Verteidiger zum NHL-Rookie des Monats November. Insgesamt kam er in seiner ersten NHL-Spielzeit auf 47 Punkte und führte damit alle Rookie-Verteidiger der Liga an. Zudem wurde er als einer von drei Liga-Neulingen für die Calder Memorial Trophy als bester Rookie des Jahres nominiert (die jedoch Auston Matthews gewann) und ins NHL All-Rookie Team gewählt. Im Jahr darauf vertrat Werenski die Blue Jackets beim NHL All-Star Game 2018.
Im September 2019 unterzeichnete der Verteidiger einen neuen Dreijahresvertrag in Columbus, der ihm ein durchschnittliches Jahresgehalt von fünf Millionen US-Dollar einbringen soll. Nachdem er auch in der Folge seine Leistungen bei den Blue Jackets bestätigte, unterzeichnete er im Juli 2021 einen neuen Sechsjahresvertrag mit einem Gesamtvolumen von 57,5 Millionen US-Dollar. Mit Beginn dessen in der Spielzeit 2022/23 machte ihn dieser mit einem durchschnittlichen Jahresgehalt von ca. 9,58 Millionen US-Dollar zum drittbestbezahlten Abwehrspieler der Liga nach Erik Karlsson und Drew Doughty machen. Von eben dieser Saison jedoch verpasste der US-Amerikaner einen Großteil aufgrund einer Schulterverletzung. In der Saison 2023/24 wiederum erzielte er mit 57 Punkten einen bisherigen Karriere-Bestwert sowie einen Franchise-Rekord für Verteidiger, den er sich seither mit Seth Jones teilt.
Diesen Rekord verbesserte er in der folgenden Spielzeit 2024/25 noch einmal deutlich auf 82 Punkte in 81 Partien, sodass er erstmals die Marke von über 1,0 Scorerpunkten pro Spiel übertraf. Ligaweit platzierte er sich damit unter den Abwehrspielern auf dem zweiten Rang, nach Cale Makar (92). Demzufolge berücksichtigte man ihn im NHL First All-Star Team. Außerdem ist er seit dieser Spielzeit bester Vorlagengeber in der Geschichte der Blue Jackets, wobei er Rick Nash (258) überholte. Zudem war er in dieser Spielzeit zweimal international für die USA im Einsatz. Das 4 Nations Face-Off schloss er als Topscorer ab, ehe er wenig später mit dem US-Team bei den Welttitelkämpfen 2025 die erste Goldmedaille seit 65 Jahren gewann. Dabei wurde er als bester Verteidiger des Turniers ausgezeichnet und ins All-Star-Team berufen. 

## Erfolge und Auszeichnungen
| - 2015 First All-Star Team der Big Ten Conference - 2016 Meister der Big Ten Conference - 2016 Defensivspieler des Jahres der Big Ten Conference - 2016 First All-Star Team der Big Ten Conference - 2016 NCAA West First All-American Team - 2016 Calder-Cup-Gewinn mit den Lake Erie Monsters | - 2016 NHL-Rookie des Monats November - 2017 NHL All-Rookie Team - 2018 Teilnahme am NHL All-Star Game - 2022 Teilnahme am NHL All-Star Game - 2025 NHL First All-Star Team |

### International
| - 2014 Goldmedaille bei der World U-17 Hockey Challenge - 2016 Bronzemedaille bei der U20-Weltmeisterschaft - 2016 Bester Verteidiger der U20-Weltmeisterschaft - 2016 All-Star-Team der U20-Weltmeisterschaft - 2025 Topscorer des 4 Nations Face-Off | - 2025 Bester Vorlagengeber des 4 Nations Face-Off - 2025 Goldmedaille bei der Weltmeisterschaft - 2025 Bester Verteidiger der Weltmeisterschaft - 2025 All-Star-Team der Weltmeisterschaft |

## Karrierestatistik
Stand: Ende der Saison 2024/25

### International
Vertrat die USA bei:
| - World U-17 Hockey Challenge Januar 2014 - U20-Junioren-Weltmeisterschaft 2015 - U20-Junioren-Weltmeisterschaft 2016 - Weltmeisterschaft 2019 | - Weltmeisterschaft 2024 - 4 Nations Face-Off 2025 - Weltmeisterschaft 2025 |

(Legende zur Spielerstatistik: Sp oder GP = absolvierte Spiele; T oder G = erzielte Tore; V oder A = erzielte Assists; Pkt oder Pts = erzielte Scorerpunkte; SM oder PIM = erhaltene Strafminuten; +/− = Plus/Minus-Bilanz; PP = erzielte Überzahltore; SH = erzielte Unterzahltore; GW = erzielte Siegtore; 1 Play-downs/Relegation; Kursiv: Statistik nicht vollständig)